# Evan Seinfeld
Evan Seinfeld, född 29 december 1967 i Brooklyn i New York i USA, är en amerikansk skådespelare, regissör och musiker.
Som skådespelare är Seinfeld mest känd i rollen som mc-knutten och internen Jaz Hoyt i TV-serien Oz. Han har även under senare tid gett sig in i vuxenfilmsgenren under namnet Spyder Jonez; detta kan bero på att hans fru är porrstjärnan Lupe Fuentes. Även hans exfru Tera Patrick var porrstjärna. 
Seinfeld har tidigare varit basist och sångare i heavy metal-gruppen Biohazard. Han var också medlem i det kortlivade bandet Damnocracy, bildat för dokusåpan SuperGroup 2006.
Seinfeld är inte släkt med komikern Jerry Seinfeld.